# Grits Sandwiches for Breakfast
Grits Sandwiches for Breakfast è il primo album in studio del cantante e rapper statunitense Kid Rock, pubblicato nel 1990.

## Antefatti
Kid Rock cominciò la sua carriera musicale alla fine degli anni ottanta, in veste di membro del gruppo hip hop The Beast Crew. In quel periodo conobbe il rapper D-Nice, che gli permise di aprire concerti locali del gruppo Boogie Down Productions. Allora Kid Rock cominciò la sua collaborazione col produttore musicale Mike E. Clark, che all'inizio diffidava dell'idea di lanciare un rapper bianco, ma ricevette in seguito impressione positiva dalla sua esibizione; l'emergente rapper aveva preparato propri beats e usato propri turntables, dimostrando a Clark le sue possibilità. Nel 1988 Clark produsse una serie di demo con Kid Rock, permettendogli di cominciare contatti con sei grandi etichette discografiche, tra cui Atlantic e CBS Records. Con l'aiuto di D-Nice, Kid Rock firmò con l'etichetta Jive Records a 17 anni, per conto della quale pubblicò l'album d'esordio Grits Sandwiches for Breakfast nel 1990, con produzioni da parte di D-Nice e Too Short. Secondo il cantante e rapper, il contratto con la Jive causò contrasti col collega Vanilla Ice, che avrebbe voluto firmare per l'etichetta al posto di Kid Rock.

## Il disco
A differenza delle opere pubblicate in seguito, Grits Sandwiches for Breakfast comprende brani puramente hip hop. Mentre l'album riflette in primo luogo la percezione, da parte dei recensori, di forti influssi da parte dei Beastie Boys, "Grits Sandwiches contiene anche elementi propri in un personaggio tosto appassionato di rime e scratch, con un'immagine ribelle e triviale alla Bob Seger, poi emersa anni dopo nel singolo American Bad Ass", secondo il critico di Allmusic Johnny Loftus. Altre influenze dichiarate dai recensori sono rappresentate da LL Cool J e Rob Base. La traccia "With a One Two" campiona il brano dei The Doobie Brothers China Grove, preannunciando la futura svolta rap rock dell'autore.

## Pubblicazione e promozione
Per promuovere l'album, Kid Rock si mise in tour per gli Stati Uniti con Ice Cube, D-Nice, Yo-Yo e Too Short; l'artista di Detroit Champtown lo affiancò in veste di disc jockey e turntabler. Durante la promozione, Kid Rock conobbe Eminem, all'epoca ancora esordiente, e lo sfidò in battaglie di rap. Grits Sandwiches for Breakfast vendette più di centomila copie, permettendo all'autore di acquisire discreta fama in patria; Il successo dell'album rese Kid Rock uno dei principali artisti rap locali a Detroit nel 1990, in competizione col rapper indipendente Esham. Nonostante il successo commerciale conseguito negli Stati Uniti, l'autore ricevette scarsa promozione da parte dell'etichetta Jive Records, per il fatto che i testi dell'album contenevano testi espliciti "non stampabili", e la Jive si limitò a pubblicare solo alcuni singoli, senza video. Il principale singolo "Yo-Da-Lin in the Valley", che parlava di sesso orale, causò controversie in seguito alla pubblicazione da parte di una stazione radio di un college, in cambio di 23,700 dollari da parte della FCC. Inoltre paragoni poco favorevoli col rivale Vanilla Ice costrinsero la Jive a rompere ogni accordo con Kid Rock, stando alle parole del produttore Mike E. Clark.

## Accoglienza
Recensioni retrospettive hanno criticato negativamente l'album, al punto che la rivista Rolling Stone l'ha considerato uno dei "venti peggiori dischi pubblicati da artisti musicali di serie A" dandogli due stelle e mezzo su cinque nella sua propria guida. Johnny Loftus di Allmusic gli diede due stelle su cinque, scrivendo che "nonostante il flow forte e diretto, e riferimenti a ciò che avrebbe prodotto in seguito, Grits Sandwiches for Breakfast è una registrazione prevalementemente ridicola". Robert Christgau diede all'album un giudizio "pericoloso". La sua musica fu invece elogiata da The Village Voice, che considerò il brano Wax the Booty un "classico", in un articolo di Chaz Kangas, che ritenne la traccia "piatta e tetra" e "una storia di fornicazione degna di nota, in un periodo in cui parlare di sesso in pubblico era all'ordine del giorno."

## Tracce
1. Yo-Da-Lin in the Valley – 4:18
2. Genuine Article – 4:42
3. Cramp Ya Style – 4:19
4. New York's Not My Home – 4:27
5. Super Rhyme Maker – 3:37
6. With a One-Two – 3:38
7. Wax the Booty – 5:20
8. Pimp of the Nation – 5:10
9. Abdul Jabar Cut – 4:29
10. Step in Stride – 3:24
11. The Upside – 5:06
12. Style of X-Pression – 4:20
13. Trippin' Over a Rock – 3:11

## Crediti
- Kid Rock – artista principale, voce, produzione (tracce: 1-4, 6, 9-10, 12-13), mixaggio (tracce: 1-2, 4-13)
- Roz Davis – voce (traccia 11)
- Doug E. Doug – discorsi (traccia 9)
- Patricia Halligan – chitarra (tracce: 4, 6, 9)
- David Bright – tastiera (traccia 11)
- Keenan Foster – programmazione (traccia 7)
- Joe Mendelson – programmazione (traccia 3)
- Todd Anthony Shaw – produzione (tracce: 5, 7)
- The Dice Sound – produzione (tracce: 8, 11)
- The Blackman – coproduzione (traccia 1)
- Mike E. Clark – coproduzione (traccia 1)
- Barbera Aimes – mixaggio (tracce: 1, 8, 13), ingegneria
- Walter C. Griggs – mixaggio (traccia 2)
- Derrick Jones – mixaggio (tracce: 3, 12)
- Dwayne Sumal – mixaggio (traccia 11), ingegneria
- Al Eaton – ingegneria
- Anthony Saunders – ingegneria
- Chris Floberg – ingegneria
- Eric Gast – ingegneria
- Sherman Foote – ingegneria
- Tim Latham – ingegneria
- Tom Vercillo – ingegneria
- Tom Coyne – mastering
- Todd James – artwork
- Michael Benabib – fotografia